# اوبالدو کروش
اوبالدو کروش (اسپانیایی: Ubaldo Cruche‎; ۲۵ مهٔ ۱۹۲۰ – ۱۹۸۸) بازیکن فوتبال اهل اروگوئه بود.

## باشگاهی
از باشگاه‌هایی که در آن بازی کرده‌است می‌توان به باشگاه فوتبال پنیارول و باشگاه فوتبال اونیورسیداد شیلی اشاره کرد.